# Drukkerij Decaluwe

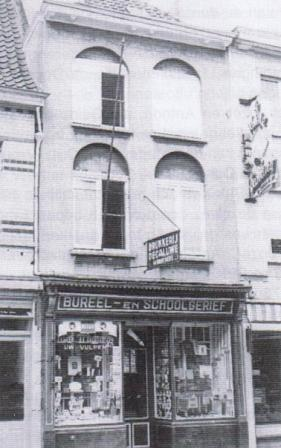
Winkel omstreeks 1904

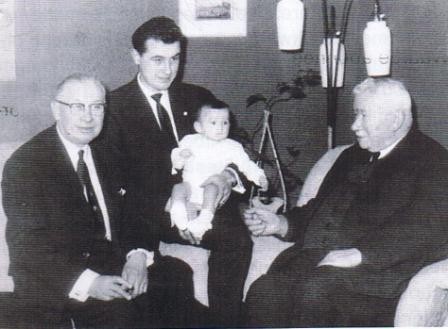
4 generaties: v.l.n.r.: Jozef, Guido, Hans, Albert

Drukkerij Decaluwe is een drukkerij in de Belgische stad Kortrijk. Ze is reeds vier generaties gevestigd is in de Overleiestraat. Al sinds 1866 is de drukkerij tussen de Sint-Elooiskerk en het Sint-Amandsplein gelegen. 

## Geschiedenis
In een ver verleden (1866) oefende Xavier Decaluwe (1841-1907) het beroep uit van drukker bij de gerenommeerde Kortrijkse drukkerij Beyaert-Sioen. Zijn zoon, Albert Decaluwe (1877-1965) was ook in deze firma werkzaam. Gaandeweg hield Albert het daar voor bekeken. In 1904 start hij zijn eigen handelsdrukkerij in de Overleiestraat 40 in Kortrijk. Albert was kadermaker en drukker van beroep. Naast drukwerk kon je er nog rookwaren (snuiftabak, sigaren, pijpen) kopen. Maar vooral kantoor- en schoolgerei (enveloppen, inktpotten, schriften, krijt, speelkaarten,...) gingen als zoete broodjes over de toonbank. 
Op 1 mei 1902 trouwde Albert met Hortence Deglorie. Ze kregen samen 6 kinderen. De oudste zoon, Jozef Decaluwe (1903-1978), nam de drukkerij in het jaar 1922 over. Later kwamen ook broer Antoon (°1920) en zus Simonne (1912-2006) in de zaak. Simonne Decaluwe nam de verkoop van school-en kantoorgerei in de winkel voor haar rekening. 
Met de invoering van de btw in 1971 zette Simonne op 59-jarige leeftijd haar werk in de winkel. Ze werd opgevolgd door Lucie Teerlynck en Annemie Vergote. Lucie was de echtgenote van Guido Decaluwe (°1936), de zoon van Jozef Decaluwe. Annemie was de echtgenote van Dirk Decaluwe (°1949). Intussen is dit nu al de derde generatie. 
De drukkers Jozef en Antoon, verzorgden traditiegetrouw handelsdrukwerk voor firma's, particulieren, scholen, verenigingen en activiteiten. De zonen van de broers Jozef en Antoon, respectievelijk Guido en Dirk, kwamen in 1956 in de zaak. Zowel Jozef en Antoon, als Guido en Dirk, hadden hun stiel geleerd aan de drukkerschool van de Broeders van O.L.Vrouw-van-Lourdes in Oostakker. Zo waren in 1956 vier Decaluwes gelijktijdig in de drukkerij actief. Antoon overleed echter vroegtijdig. 
In 1976 werd de firma tot de bvba Drukkerij Decaluwe Gebroeders omgevormd. De maatschappelijke zetel bleef in de Overleiestraat 40. De zaak bestond dus zowel uit de drukkerij als de winkel. De winkel verkocht allerhande kantoor- en schoolbenodigdheden, boeken, tijdschriften, gezelschapsspellen en al wat daarmee verband houdt. 
Gaandeweg hebben Dirk en z'n vrouw Annemie zich uit de zaak teruggetrokken. Ondertussen zette Guido de drukkerij verder. Lucie hield de winkel verder open. Hun kinderen, Hans (°1962) en Nele (°1961), werden in 1984 in de firma opgenomen. Nu is al de vierde generatie aan het werk. 
Hans Decaluwe studeerde aan het Hoger Instituut voor Grafisch Onderwijs (Higro) in Mariakerke. In 1996 werd binnen de bvba Drukkerij Decaluwe door Guido, Lucie, Nele en Hans een juridische splitsing doorgevoerd. Enerzijds had je de bvba met de drukkerij en zaakvoerder Hans in de Overleiestraat met huisnummer 40. Anderzijds had je de winkel met zaakvoerster Nele met huisnummer 42.  
Nele stopte in 2001 met de winkel. De winkel van kantoor- en schoolgerei die decennialang het straatbeeld in de Overleiestraat had helpen bepalen, is er nu niet meer. 
De drukkerij bestaat nog steeds. De huidige zaakvoerder, Hans Decaluwe, baat nu de drukkerij uit.
De drukkersfamilie Decaluwe is nu al 4 generaties lang actief. Nog altijd is ze een vaste waarde in het straatbeeld van Overleie.